# Oscilação de Madden e Julian
A oscilação Madden e Julian (MJO, por suas siglas em língua inglesa) é o maior elemento da variabilidade intra-sazonal (30 a 90 dias) na atmosfera tropical. Foi descoberto em 1971 por Roland Madden e Paul Julian do Centro Nacional Americano de Pesquisa Atmosférica (NCAR). É um acoplamento em larga escala entre a circulação atmosférica e a convecção atmosférica profunda tropical. Ao contrário de um padrão de pé como a oscilação El Niño – Sul (ENSO), a oscilação Madden – Julian é um padrão itinerante que se propaga para o leste, em aproximadamente 4 a 8 m/s (14 a 29 km/h, 9 a 18 mph), através da atmosfera acima das partes quentes dos oceanos da Índia e do Pacífico. Esse padrão geral de circulação se manifesta mais claramente como chuvas anômalas.
A oscilação Madden-Julian é caracterizada por uma progressão para o leste de grandes regiões de chuvas tropicais aprimoradas e suprimidas, observadas principalmente sobre o Oceano Índico e Pacífico. As chuvas anômalas são geralmente evidentes pela primeira vez no Oceano Índico ocidental e permanecem evidentes à medida que se propagam sobre as águas muito quentes do oceano do Pacífico tropical ocidental e central. Esse padrão de chuva tropical geralmente se torna indescritível à medida que se desloca sobre as águas oceânicas mais frias do leste do Pacífico, mas reaparece ao passar sobre as águas mais quentes da costa do Pacífico da América Central. O padrão também pode ocasionalmente reaparecer em baixa amplitude sobre o Atlântico tropical e maior amplitude sobre o Oceano Índico. A fase húmida de convecção e precipitação aprimoradas é seguida por uma fase seca em que a atividade de trovoada é suprimida. Cada ciclo dura aproximadamente 30 a 60 dias. Devido a esse padrão, a oscilação Madden – Juliana também é conhecida como oscilação de 30 a 60 dias, onda de 30 a 60 dias ou oscilação intra-sazonal.

## Comportamento

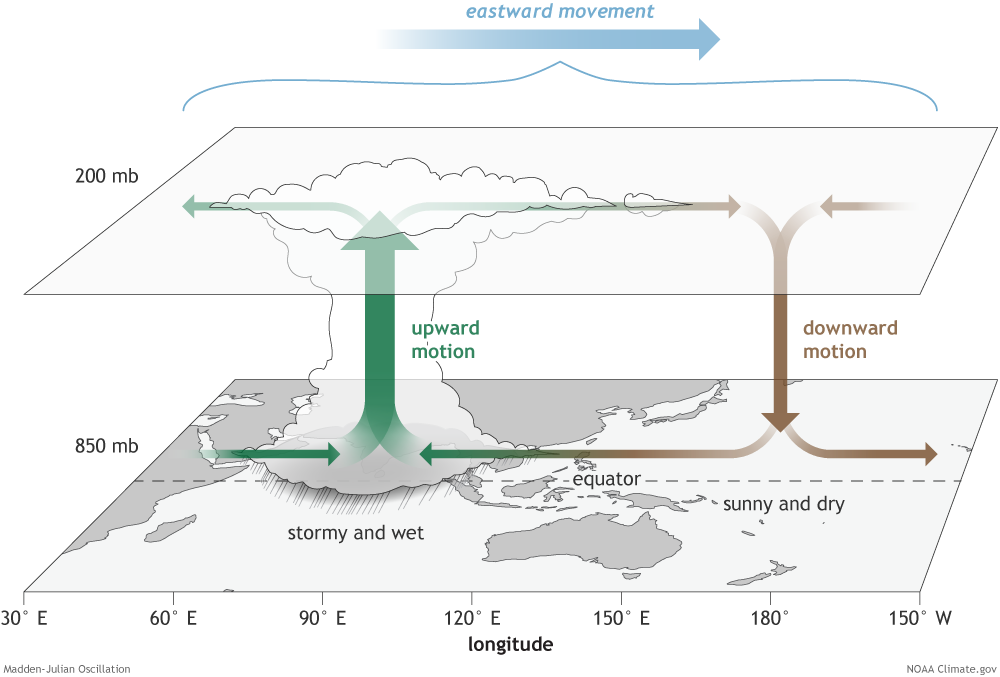
A estrutura da MJO por um período em que a fase convectiva aprimorada é centrada no Oceano Índico e a fase convectiva suprimida é centrada no oceano Pacífico oeste-central

Padrões distintos de anomalias de circulação atmosférica de nível inferior e superior acompanham o padrão relacionado à MJO de chuvas tropicais aprimoradas ou diminuídas nos trópicos. Esses recursos de circulação se estendem ao redor do globo e não se limitam apenas ao hemisfério oriental. A oscilação Madden – Julian se move para o leste entre 4 m/s (14 km/h, 9 mph) e 8 m/s (29 km/h, 18 mph) através dos trópicos, atravessando os Trópicos da Terra em 30 a 60 dias, com a fase activa da MJO rastreados pelo grau de radiação de ondas longas de saída, que é medido por infravermelhos - satélites de tempo geoestacionários. Quanto menor a quantidade de radiação emitida por ondas longas, mais fortes os complexos de tempestade, ou convecção, ficam nessa região.
Ventos de oeste da superfície aprimorada (nível superior) ocorrem perto do lado oeste (leste) da convecção ativa. Correntes oceânicas, de até 100 metros (330 pé) de profundidade da superfície do oceano, seguem em fase com o componente do vento leste dos ventos da superfície. Com antecedência, ou a leste, da atividade aprimorada da MJO, os ventos no ar são de oeste. Em seu rastro, ou a oeste da área de chuvas intensas, os ventos no ar são leste. Essas mudanças no vento no alto devem-se à divergência presente sobre as tempestades ativas durante a fase aprimorada. Sua influência direta pode ser rastreada até 30 graus de latitude do equador nos hemisférios norte e sul, propagando-se para fora de sua origem perto do equador em torno de 1 grau de latitude, ou 111 quilômetros (69 mi), por dia.

### Irregularidades
O movimento da MJO em todo o mundo pode ocasionalmente diminuir ou parar durante o verão e o início do outono no Hemisfério Norte, levando a chuvas consistentemente aprimoradas para um lado do globo e chuvas consistentemente deprimidas para o outro lado. Isso também pode acontecer no início do ano. O MJO também pode ficar quieto por um período de tempo, o que leva a atividades de tempestades não anômalas em cada região do globo.

## Efeitos locais

### Conexão à monção

Datas de início e correntes de vento predominantes nas monções do sudoeste do verão.

Durante a temporada de verão do Hemisfério Norte, os efeitos relacionados à MJO nas monções de verão da Índia e da África Ocidental estão bem documentados. Os efeitos relacionados à MJO nas monções de verão na América do Norte também ocorrem, embora sejam relativamente mais fracos. Os impactos relacionados à MJO nos padrões de precipitação de verão na América do Norte estão fortemente ligados a ajustes meridionais (isto é, norte-sul) do padrão de precipitação no Pacífico tropical oriental. Também está presente uma forte relação entre o principal modo de variabilidade intra-sazonal do Sistema de Monções da América do Norte, o MJO e os pontos de origem dos ciclones tropicais.
Um período de aquecimento da temperatura da superfície do mar é encontrado cinco a dez dias antes de um fortalecimento da precipitação relacionada à MJO no sul da Ásia. Uma pausa nas monções asiáticas, normalmente durante o mês de julho, foi atribuída à oscilação Madden – Julian, depois que sua fase aprimorada se move para o leste da região no Oceano Pacífico tropical aberto.

### Influência na ciclogênese tropical
Ciclones tropicais ocorrem durante a estação quente boreal (geralmente de maio a novembro) nas bacias do Pacífico norte e do Atlântico norte - mas em um determinado ano há períodos de atividade aprimorada ou suprimida durante a temporada. As evidências sugerem que a oscilação Madden – Juliana modula essa atividade (particularmente para as tempestades mais fortes), fornecendo um ambiente em larga escala que é favorável (ou desfavorável) ao desenvolvimento. O movimento descendente relacionado ao MJO não é favorável ao desenvolvimento de tempestades tropicais. No entanto, o movimento ascendente relacionado ao MJO é um padrão favorável para a formação de tempestades nos trópicos, o que é bastante favorável ao desenvolvimento de tempestades tropicais. À medida que a MJO progride para o leste, a região preferida para a atividade de ciclones tropicais também muda para o leste do Pacífico ocidental para o Pacífico oriental e, finalmente, para a bacia do Atlântico.
No entanto, existe uma relação inversa entre a atividade de ciclones tropicais na bacia oeste do Pacífico norte e na bacia norte do Atlântico. Quando uma bacia está ativa, a outra normalmente fica quieta e vice-versa. A principal razão para isso parece ser a fase da MJO, que normalmente está em modos opostos entre as duas bacias a qualquer momento. Embora essa relação pareça robusta, a MJO é um dos muitos fatores que contribuem para o desenvolvimento de ciclones tropicais. Por exemplo, as temperaturas da superfície do mar devem ser suficientemente quentes e o cisalhamento vertical do vento deve ser suficientemente fraco para que as perturbações tropicais se formem e persistam. No entanto, o MJO também influencia essas condições que facilitam ou suprimem a formação de ciclones tropicais. O MJO é monitorado rotineiramente pelo Centro Nacional de Furacões dos EUA e pelo Centro de Previsão Climática dos EUA durante a temporada de furacões no Atlântico (ciclone tropical) para ajudar a antecipar períodos de atividade ou inatividade relativa.

## Efeitos a jusante

### Ligação para a oscilação do Sul El Nino
Há uma forte variabilidade ano a ano (interanual) na atividade de oscilação Madden – Julian, com longos períodos de forte atividade seguidos de períodos em que a oscilação é fraca ou ausente. Essa variabilidade interanual da MJO está parcialmente ligada ao ciclo El Niño – Oscilação do Sul (ENSO). No Pacífico, forte atividade de MJO é frequentemente observada 6 a 12 meses antes do início de um episódio de El Niño, mas está praticamente ausente durante o máximo de alguns episódios de El Niño, enquanto a atividade de MJO é tipicamente maior durante um episódio de La Niña. vários eventos na oscilação Madden – Julian ao longo de uma série de meses no Pacífico ocidental podem acelerar o desenvolvimento de um El Niño ou La Niña, mas geralmente não levam a um evento ENSO quente ou frio. No entanto, observações sugerem que o El Niño de 1982-1983 se desenvolveu rapidamente durante julho de 1982 em resposta direta a uma onda Kelvin desencadeada por um evento MJO durante o final de maio. Além disso, mudanças na estrutura da MJO com o ciclo sazonal e o ENSO podem facilitar impactos mais substanciais do MJO no ENSO. Por exemplo, os ventos de oeste da superfície associados à convecção de MJO ativa são mais fortes durante o avanço em direção a El Niño e os ventos de leste da superfície associados à fase convectiva suprimida são mais fortes durante o avanço em direção a La Nina. Globalmente, a variabilidade interanual da MJO é mais determinada pela dinâmica interna da atmosfera do que pelas condições da superfície.

### Precipitação de inverno na América do Norte
Os impactos mais fortes da variabilidade intra-sazonal nos Estados Unidos ocorrem durante os meses de inverno no oeste dos EUA. Durante o inverno, esta região recebe a maior parte de sua precipitação anual. As tempestades nessa região podem durar vários dias ou mais e geralmente são acompanhadas por características persistentes da circulação atmosférica. Particularmente preocupantes são os eventos extremos de precipitação associados às inundações. Fortes evidências sugerem uma ligação entre o clima nessa região a partir de estudos que relacionaram a Oscilação Sul do El Niño à variabilidade regional da precipitação. No Pacífico tropical, os invernos com frio fraco a moderado, ou La Nina, episódios ou condições ENSO neutros são geralmente caracterizados por uma atividade de oscilação Madden – Julian aprimorada de 30 a 60 dias. Um exemplo recente é o inverno de 1996-1997, que caracterizou fortes inundações na Califórnia e no noroeste do Pacífico (custos estimados de danos de US$ 2,0-3,0 bilhões no momento do evento) e uma MJO muito ativa. Esses invernos também são caracterizados por anomalias relativamente pequenas da temperatura da superfície do mar no Pacífico tropical em comparação com episódios mais quentes de frio e calor. Nesses invernos, há uma ligação mais forte entre os eventos da MJO e os eventos extremos de precipitação na costa oeste.

#### EventosExpresso de Ananás

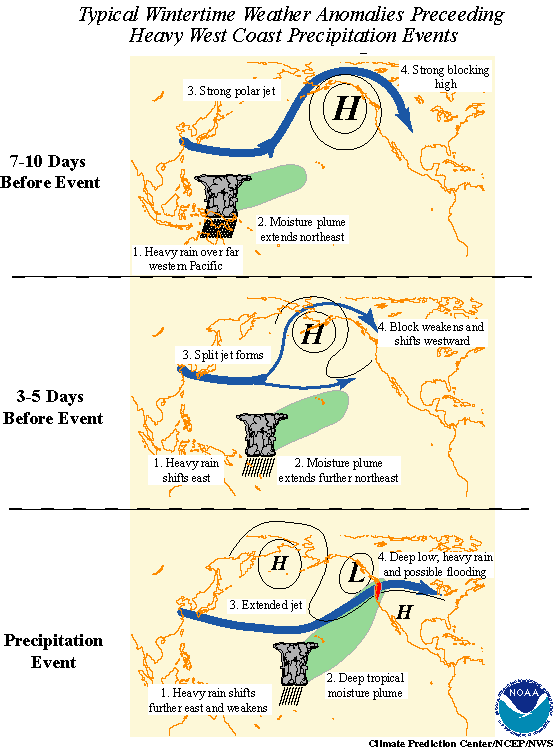
O Expresso Ananás, um efeito MJO nos padrões climáticos norte-americanos

O cenário típico que liga o padrão de chuvas tropicais associado à MJO a eventos extremos de precipitação no noroeste do Pacífico apresenta um padrão de circulação progressiva (ou seja, em direção ao leste) nos trópicos e um padrão de circulação retrógrada (ou seja, em direção ao oeste) nas latitudes médias do Pacífico Norte. As anomalias típicas do clima no inverno que precedem os eventos de forte precipitação no noroeste do Pacífico são as seguintes:
1. 7 a 10 dias antes do evento de forte precipitação: As fortes chuvas tropicais associadas ao MJO mudam para leste do leste do Oceano Índico para o Pacífico tropical ocidental. Uma pluma de humidade se estende para nordeste do Pacífico tropical ocidental em direção à vizinhança geral das Ilhas Havaianas. Um forte anticiclone de bloqueio está localizado no Golfo do Alasca com uma forte corrente de jato polar em torno de seu flanco norte.[28]
2. 3 a 5 dias antes do evento de forte precipitação: As fortes chuvas tropicais mudam para leste em direção à linha da data e começam a diminuir. A pluma de humidade associada se estende ainda mais para o nordeste, atravessando frequentemente as ilhas havaianas. O forte bloqueio enfraquece e muda para o oeste. Desenvolve-se uma fenda na corrente de jato do Pacífico Norte, caracterizada por um aumento na amplitude e extensão areal dos ventos locais troposféricos superiores do oeste no flanco sul do bloco e uma diminuição no flanco norte. Os padrões de circulação tropical e extra tropical começam a "fase", permitindo que uma calha em latitude média em desenvolvimento toque a nuvem de humidade que se estende dos trópicos profundos.
3. O forte evento de precipitação: À medida que o padrão de chuvas tropicais aprimoradas continua a mudar para o leste e enfraquecer, a nuvem de humidade tropical profunda se estende do Pacífico central subtropical até à crista de latitude média, agora localizada na costa oeste da América do Norte. O fluxo de jatos nos níveis superiores se estende pelo Pacífico Norte, com a posição média do jato entrando na América do Norte no noroeste dos Estados Unidos. A baixa pressão localizada perto da costa noroeste do Pacífico pode causar vários dias de fortes chuvas e possíveis inundações. Esses eventos são geralmente chamados de eventos de expresso ananás, assim chamados porque uma quantidade significativa da humidade tropical profunda atravessa as ilhas havaianas no seu caminho para o oeste da América do Norte.

Durante essa evolução, observa-se retrocesso das características da circulação atmosférica em larga escala no setor leste do Pacífico-América do Norte. Muitos desses eventos são caracterizados pela progressão da precipitação mais pesada do sul para o norte ao longo da costa noroeste do Pacífico durante um período de vários dias a mais de uma semana. No entanto, é importante diferenciar as tempestades individuais de escala sinóptica, que geralmente se movem de oeste para leste, do padrão geral de larga escala, que exibe retrocesso.
Existe uma relação simultânea coerente entre a posição longitudinal da precipitação máxima relacionada à MJO e a localização de eventos extremos de precipitação na costa oeste. Eventos extremos no noroeste do Pacífico são acompanhados por uma maior precipitação no Pacífico tropical ocidental e na região do sudeste da Ásia chamada pelos meteorologistas de Continente Marítimo, com precipitação reprimida no Oceano Índico e no Pacífico central. À medida que a região de interesse muda do noroeste do Pacífico para a Califórnia, a região de maior precipitação tropical muda para o leste. Por exemplo, eventos extremos de chuva no sul da Califórnia são tipicamente acompanhados por precipitação aumentada perto de 170°L. No entanto, é importante observar que o vínculo geral entre a MJO e os eventos extremos de precipitação na costa oeste enfraquece à medida que a região de interesse se desloca para o sul ao longo da costa oeste dos Estados Unidos.
Existe variabilidade caso a caso na amplitude e extensão longitudinal da precipitação relacionada à MJO, portanto, isso deve ser visto apenas como uma relação geral.

## Estrutura de propagação para leste doModonEquatorial
Em 2019, Rostami & Zeitlin relataram uma descoberta de ciclones gêmeos coerentes em larga escala, constantes, de longa duração e lentamente em direção ao leste, chamados de "Modons Equatoriais", por meio de um modelo de água rasa e convectiva e humida. Características barotrópicas mais cruéis da MJO, como propagação para o leste ao longo do equador, velocidade de fase lenta, estrutura coerente hidrodinâmica, a zona convergente de convecção humida, são capturadas pelo Modon de Rostami e Zeitlin. Ter uma solução exata de linhas de fluxo para regiões internas e externas do modo assintótico equatorial é outra característica dessa estrutura. É mostrado que essas estruturas dipolares coerentes que se deslocam para o leste podem ser produzidas durante o ajuste geostrófico de anomalias de pressão localizadas em larga escala no ambiente convectivo humido diabético no equador.

## Impacto das mudanças climáticas na MJO
O MJO viaja um trecho de 12 000 a 20 000 km sobre os oceanos tropicais, principalmente sobre a piscina quente do Indo-Pacífico, que tem temperaturas do oceano geralmente mais quentes que 28 °C. Esta piscina quente do Indo-Pacífico está aquecendo rapidamente, alterando o tempo de permanência da MJO sobre os oceanos tropicais. Enquanto a vida útil total da MJO permanece na escala de 30 a 60 dias, o tempo de permanência diminuiu no Oceano Índico em 3 a 4 dias (de uma média de 19 para 15 dias) e aumentou em 5 a 6 dias no oeste Pacífico (de uma média de 18 a 23 dias). Essa mudança no tempo de residência da MJO alterou os padrões de chuva em todo o mundo.